# Xiphophorus malinche
Xiphophorus malinche är en fiskart som beskrevs av Rauchenberger, Kallman och Morizot, 1990. Xiphophorus malinche ingår i släktet Xiphophorus och familjen Poeciliidae. Inga underarter finns listade i Catalogue of Life.